# Arabiska scoutregionen (WOSM)

Arabiska scoutregionens medlemsländer.

Den arabiska scoutregionen (arabiska:الاقليم الكشفي العربي) är ett regionskansli för World Organization of the Scout Movement (WOSM), med sin sätesort i Kairo, Egypten. Redan 1954 så hade scouting blivit så pass populärt i arabländerna att WOSM grundade den arabiska scoutregionen (då i Damaskus, Syrien). 
Regionen består av 17 medlemmar i Sydvästasien och Nordafrika, däribland Algeriet, Bahrain, Egypten, Jordan, Kuwait, Libanon, Libyen, Mauretanien, Marocko, Oman, Palestina, Qatar, Saudiarabien, Sudan, Tunisien, Förenade arabemiraten, och Jemen.
Trots att Irak och Syrien inte är erkända medlemmar i WOSM så har båda länderna scoutrörelser och de är bland de första länderna att grunda scoutrörelser i den arabiska regionen. Scouting håller även på att utvecklas i Västsahara i samarbete med scouter från kanarieöarna.
Regionen är motsvarigheten till World Association of Girl Guides and Girl Scouts arabiska scoutregion.